# Marco Gerra
Marco Gerra (Reggio Emilia, 27 settembre 1925 – Reggio Emilia, 31 agosto 2000) è stato un pittore italiano.

## Biografia
Studiò presso l'accademia d'arte di Reggio Emilia, l'Accademia Atestina di Belle Arti a Modena e l'Accademia di belle arti di Bologna (nel 1946), fu allievo di Renzo Ghiozzi (Zoren). 
Nel 1952 tenne una mostra personale a Reggio Emilia. Nel 1955 ricevette il Premio Diomira in occasione della VII Quadriennale nazionale d'arte di Roma e il Premio Bevilacqua a Venezia. Negli anni '60, le sue opere divennero astratte, colorate e geometriche. Al pittore è intitolato un centro culturale a Reggio Emilia, in uno spazio donato alla città dalla moglie Anna Maria Ternelli Gerra.